# 53-я зенитная артиллерийская дивизия
53-я зенитная артиллерийская дивизия — воинское соединение Вооружённых сил СССР в Великой Отечественной войне

## История
В 1938 году, в результате формирования системы противовоздушной обороны Москвы на южной окраине деревни Митино расположился штаб 251-го зенитно-артиллерийского полка, входившего в 1-ю бригаду ПВО Москвы и прикрывавшего северо-западный сектор. Командиром полка был назначен майор Е. А. Райнин. Подразделения полка находились на Ильинском, Волоколамском и Пятницком шоссе в 5 военных городках:
- 1-й дивизион — в посёлке Рублёво;
- 2-й дивизион — в деревне Павшино;
- 3-й дивизион — в деревне Куркино;
- 4-й дивизион — в деревне Чернево.

Около Митино разместились штаб полка, полковая школа и тыловые подразделения: медсанчасть, артиллерийские и автотракторные мастерские, а также штаб 7-го прожекторного полка. Кроме того, в 5 километрах от Тушинского аэродрома был сооружён ложный аэродром с ангарами, макетами аэродромных сооружений, макетами самолётов.
Через месяц после начала войны зенитчики впервые вступили в бой. К 22 июля 1941 года полк был полностью сформирован и укомплектован вооружением, транспортом, боеприпасами, продовольствием, вспомогательным имуществом и личным составом. К этому времени в полку насчитывалось около 1800 красноармейцев, сержантов и командиров.. На широком пространстве от деревни Чернево — на севере, до Хорошева — на юге держали оборону 25 батарей полка. В первом же бою зенитчики полка сбили несколько самолётов. Всего за период с 22 июля по 5 декабря 1941 года войска ПВО Москвы отразили 122 воздушных налёта, в которых участвовало 7146 самолётов. К городу смогли прорваться только 229 самолётов, или не многим более 3 %. За это время части ПВО Москвы уничтожили 952 самолёта и свыше 130 подбили. Авиация врага сбросила на город более 100 тысяч зажигательных и 1610 фугасных бомб. Пострадали предприятия, дома и много бесценных памятников истории, архитектуры, культуры, в том числе театр им. Вахтангова, редакция газеты «Известия». Немало женщин и девушек служили в зенитной артиллерии ПВО страны. В 10 дивизиях Московского района ПВО 1134 девушек стали командирами расчётов, начальниками аэростатных и ВНОСовских постов.
ГКО Постановлением от 9 ноября 1941 года «Об усилении и укреплении противовоздушной обороны территории Союза» фактически оформил Войска ПВО в самостоятельный вид Вооружённых Сил, а в апреле 1942 года был образован Московский фронт ПВО. В 1942 году полк был переформирован в 53-ю дивизию, под командованием генерал-майора Петра Андреевича Валуева. Большую часть нового пополнения составляли девушки; первые эшелоны с девушками в войска противовоздушной обороны Москвы прибыли в апреле 1942 года. Это позволило высвободить для фронта 6 тысяч мужчин. Всего же в течение года в части и соединения ПВО Москвы было направлено более 20 тысяч девушек. Многие зенитно-пулемётные полки и прожекторные роты наполовину состояли из девушек.
Дивизия действовала до 7 июня 1943 года; затем было второе формирование 251-го полка — 16.10.1943.

## Персоналии
- Героем Социалистического Труда стала бывшая прибористка 251-го зенитно-артиллерийского полка Е. А. Беспалова (Коржикова)[13].
- Связистка 53-й зенитно-артиллерийской дивизии, кавалер ордена Отечественной войны II степени, Надежда Владимировна Вьюлкова[14].
- Связистка командного пункта Мария Макаровна Кузнецова-Красникова[10].
- Прожектористка 53-й зенитно-артиллерийской дивизии, ефрейтор, кавалер ордена Отечественной войны II степени, Вера Никоновна Саламатова[15].